# Pinguente
Pinguente (in croato Buzet; in veneto Pinguente) è una città della Croazia occidentale, in Istria, posta nella valle del fiume Quieto (Mirna).
Fu la sede del potere della Repubblica di Venezia nell'entroterra istriano.
A nordovest della città si trova il valico di frontiera di San Quirico-Posane (Sočerga-Požane) che mette in comunicazione, nell'Istria interna, la Slovenia e la Croazia.
I paesi attorno a Pinguente sono: Vetta (Vrh), Rozzo (Roč), Colmo (Hum), Racizze (Račice), Sovignacco (Sovinjak), Lanischie (Lanišće) e Marcenigla (Marčenegla).

## Storia
Nel 1511 Pinguente divenne la sede del Capitano di Raspo, comandante militare tra le massime autorità del dominio veneziano in Istria: tale carica fu rivestita, nel corso dei secoli, da numerosi esponenti delle famiglie patrizie veneziane, di cui sono ancora visibili alcuni stemmi gentilizi in vari punti della città.

## Geografia fisica
Pinguente è situata nell'Istria settentrionale, su un poggio isolato che domina la valle del fiume Quieto. Sorge a 50 km a nord-ovest di Fiume e a 90 km a nord di Pola.

## Monumenti e luoghi d'interesse
- Chiesa di Santa Maria Assunta
- Palazzo del Capitano
- Palazzo Verzi
- Palazzo Bigatto
- Porta Grande
- Porta Piccola
- Fondaco
- Castello di Pietrapelosa e Cappella di Santa Maria Maddalena (nella Valle del Bračana)

## Geografia antropica
Il comune di Pinguente è suddiviso nei seguenti 71 insediamenti (naselja):
- Baredine (Baredine)
- Barussici (Barušići)
- Bencici (Benčići)
- Berda di Sovignacco (Sovinjska Brda)
- Bernobici (Brnobići)
- Blàtina (Blatna Vas)
- Brazzana (Pračana)
- Câini (Kajini)
- Carbocici (Krbavčići)
- Carse (Kras)
- Casa San Donato (Sveti Donat)
- Castel Racizze (Račički Brijeg)
- Cirités (Čiritež)
- Cernizza Pinguentina (Črnica)
- Chercus (Krkuž)
- Cherti (Krti)
- Clarici (Klarići)
- Colmo (Hum)
- Compagni (Kompanj)
- Cossoriga (Kosoriga)
- Cottole (Kotli)
- Crusvari (Krušvari)
- Duricici (Duričići)
- Ercaucici (Erkovčići)
- Forsici (Forčići)
- Giuradi (Juradi)
- Iuricici (Juričići)
- Malacuba (Mala Huba)
- Marcenigla (Marčenegla)
- Marinzi (Marinci)
- Martinzi (Martinci)
- Marusca (Maruskici)
- Medea (Medveje)
- Milino Grande (Veli Mlun)
- Milino Piccolo (Mali Mlun)
- Monte di Racizze (Račički Breg)
- Negrari (Negnar)

- Nugla di sopra (Gornja Nugla)
- Paladini (Paladini)
- Pengari (Pengari)
- Penicici (Peničići)
- Perzi (Perci)
- Piedicucco (Podkuk)
- Pinguente (Buzet), sede comunale
- Pocecai (Počekaji)
- Poglie di Rozzo (Ročko Polje)
- Poglie di Sovignacco (Sovinjsko Polje)
- Prodani di Pinguente (Prodani)
- Racizze (Račice)
- Rimignacco (Rimnjak)
- Roma (Rim)
- Rozzo (Roč)
- Segnacco (Senj)
- Salise (Salež)
- Segliazzi (Seljaci)
- Selsa (Selca)
- Sirotici (Sirotići)
- Sotto la Rupe (Podbrebar)
- Sovignacco (Sovinjak)
- Sovischine (Bartolići)
- Stazione Rozzo (Stanica Roč)
- Strana (Strana)
- Sussici (Sušići)
- San Giovanni (Sveti Ivan)
- San Martino Pinguentino (Sveti Martin)
- Schiulzi (Šćulci)
- Scuiari (Škuljari)
- Sterpeto (Štrped)
- Ugrini (Ugrini)
- Vetta (Vrh)
- Zonti (Žonti)
- Zugni (Cunj).

## Corsi d'acqua
Fiume Quieto (Mirna); fiume Brazzana (Bračana)

## Società

### Evoluzione demografica
Fino al momento dell'annessione dell'Istria alla Jugoslavia la popolazione italiana era maggioritaria nel piccolo centro urbano, mentre gli slavi abitavano per lo più le campagne e i villaggi, e costituivano la maggioranza della popolazione del comune solo se si consideravano gli sloveni e i croati come un unico gruppo etnico. Secondo il discusso censimento austriaco del 1880 gli italiani costituivano il 39,06% della popolazione comunale, mentre i croati e gli sloveni erano rispettivamente il 34,72% e il 25,91%.

### La presenza autoctona di italiani
È presente una piccola comunità di italiani autoctoni che rappresentano una minoranza residuale di quelle popolazioni italofone che abitarono per secoli la penisola dell'Istria e le coste e le isole del Quarnaro e della Dalmazia, territori che appartennero alla Repubblica di Venezia. La presenza degli italiani a Pinguente è drasticamente diminuita in seguito all'esodo giuliano dalmata, che avvenne dopo la seconda guerra mondiale e che fu anche cagionato dai "massacri delle foibe".
Al termine dell'ultimo conflitto le famiglie italiane abbandonarono in massa il paese riparando in Italia. Il centro di Pinguente risultò quasi disabitato, poiché in seguito all'esodo della stragrande maggioranza degli abitanti fu lasciato in abbandono e disfacimento. Nel 1950 il governo jugoslavo chiuse le scuole italiane; ne conseguì una forte assimilazione dei pochi italiani rimasti alla cultura e lingua croata. Oggi permane una piccolissima minoranza di italiani residente principalmente nelle frazioni, che hanno dato vita alla locale Comunità degli Italiani di Pinguente presieduta da Rino Nezić che fa parte dell'Unione Italiana. Nel 2011 a Pinguente risultavano 6 133 abitanti.

### Lingue e dialetti
| %      | Ripartizione linguistica (gruppi principali) |
| ------ | -------------------------------------------- |
| 1,42%  | madrelingua bosniaca                         |
| 95,11% | madrelingua croata                           |
| 1,14%  | madrelingua italiana                         |
| 1,14%  | madrelingua slovena                          |

## Amministrazione

### Gemellaggi
- Tricesimo
- Quattro Castella
- Vacone

## Curiosità
La frazione Colmo è nota per il titolo di "Città più piccola del mondo": si articola su appena due strade, con una superficie di circa 3000 metri quadrati.